# Sun in an Empty Room
Sun in an Empty Room (en français, Soleil dans une chambre vide) est une peinture à l'huile sur toile réalisée l'artiste américain Edward Hopper en 1963 et conservée dans une collection privée à Washington (district de Columbia). 

## Description
Terminé le octobre 1963 à Truro, Un chambre vide  de meubles et sans aucun personnage, s'expose au soleil, entrant par une fenêtre à guillotine à droite, dans une perspective diagonale, avec, au centre le coin proéminent de deux murs. La lumière solaire marque ses ombres aux coins carrés dans la pièce, sur les murs et le sol, tous de teinte jaunâtre : contrastes « entre ombre et clarté ».  
« Buissons verts à l'extérieur de la fenêtre. Reflets de lumière de plein fouet. Austère. » écrit Hooper dans son carnet de croquis post réalisation p. 83.

## Analyse
Pièce vide, par encore occupée ou vidée de ses précédents occupants (Hopper mourra quatre ans plus tard), ou « désertée » rien ne le dit. 
Plus que la solitude exprimée habituellement dans les tableaux de Hopper, le vide ici s'affirme seul par un travail, habituel du peintre, sur la lumière et l'architecture réduits à l'essentiel.
Lui dira à propos du tableau : « I’m after me. (Je suis après moi). ».